# Sudetoněmecký den

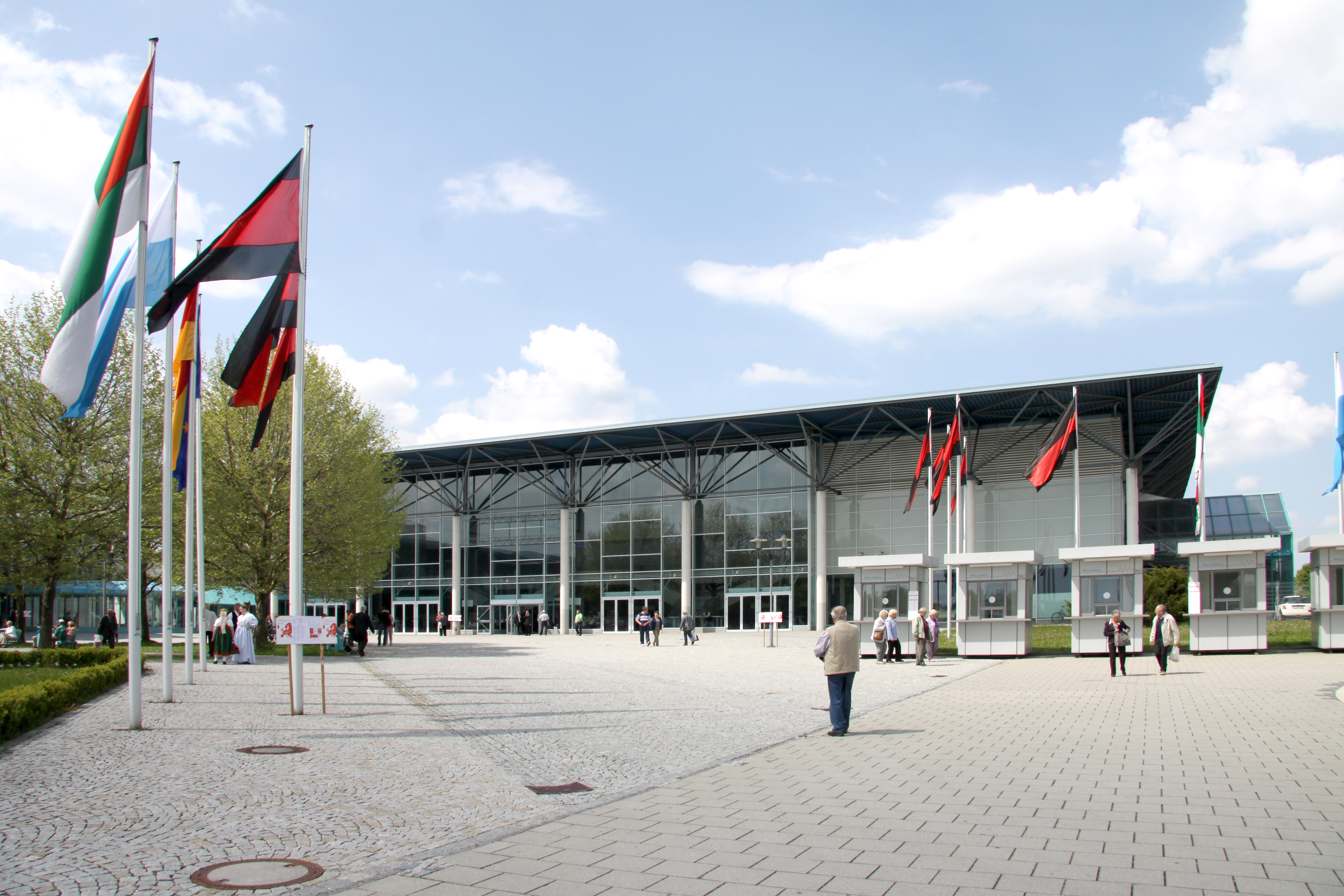
Sudetoněmecký den pořádaný na veletrhu v Augsburgu, v popředí sudetoněmecké vlajky

Sudetoněmecký den (též: Sudetoněmecký sněm, Sudetoněmecký sjezd, Sudetoněmecké dny, německy: Sudetendeutscher Tag) je od roku 1950 každoročně pořádané setkání sudetských Němců. Koná se vždy na letnice.
V letech 2000–2007 se konal střídavě v Norimberku a Augsburku, v dřívější době též v mnoha jiných městech jižního Německa – jedinou výjimkou byl v roce 1961 Kolín n. R. Třikrát se konal mimo území SRN – ve Vídni v letech 1959, 1977 a 1983.
V roce 2016 se jej poprvé zúčastnil i zástupce české vlády. Byl jím ministr kultury Daniel Herman.

## Místa konání od roku 1950
- 1950 Kempten
- 1951 Ansbach
- 1952 Stuttgart
- 1953 Frankfurt nad Mohanem
- 1954 Mnichov
- 1955 Norimberk
- 1956 Norimberk
- 1957 Stuttgart
- 1958 Stuttgart
- 1959 Vídeň
- 1960 Mnichov
- 1961 Kolín nad Rýnem
- 1962 Frankfurt nad Mohanem
- 1963 Stuttgart
- 1964 Norimberk
- 1965 Stuttgart
- 1966 Mnichov
- 1967 Mnichov
- 1968 Stuttgart
- 1969 Norimberk
- 1970 Mnichov
- 1971 Norimberk
- 1972 Stuttgart
- 1973 Mnichov
- 1974 Norimberk
- 1975 Norimberk
- 1976 Stuttgart
- 1977 Vídeň
- 1978 Norimberk
- 1979 Mnichov
- 1980 Stuttgart
- 1981 Frankfurt nad Mohanem
- 1982 Norimberk
- 1983 Vídeň
- 1984 Mnichov
- 1985 Stuttgart
- 1986 Mnichov
- 1987 Norimberk
- 1988 Mnichov
- 1989 Stuttgart
- 1990 Mnichov
- 1991 Norimberk
- 1992 Mnichov
- 1993 Norimberk
- 1994 Norimberk
- 1995 Mnichov
- 1996 Norimberk
- 1997 Norimberk
- 1998 Norimberk
- 1999 Norimberk
- 2000 Norimberk
- 2001 Augsburg
- 2002 Norimberk
- 2003 Augsburg
- 2004 Norimberk
- 2005 Augsburg
- 2006 Norimberk
- 2007 Augsburg
- 2008 Norimberk
- 2009 Augsburg
- 2010 Augsburg
- 2011 Augsburg
- 2012 Norimberk
- 2013 Augsburg
- 2014 Augsburg
- 2015 Augsburg
- 2016 Norimberk
- 2017 Augsburg
- 2018 Augsburg
- 2019 Řezno